# 虎式绑架
虎式绑架（英語：Tiger kidnapping）是指绑架者先绑架受害者，再要求受害者为他们犯罪，可以是抢劫、謀殺或安放炸弹等任何罪行，直到满足他们的要求为止。绑架者的目的是让受害者为他们完成危险或肮脏的工作。此类犯罪的受害者不太可能向当局报案，因为他们自己也犯下了罪行。

## 起源
该做法改编自北爱尔兰共和军使用的一种战术“代理炸弹”。而“虎式绑架”这一名称源于犯罪分子对目标受害者的观察和老虎跟踪并扑杀猎物类似。